# Therdsak Chaiman
Therdsak Chaiman (taj. เทิดศักดิ์ ใจมั่น, ur. 29 września 1973 w Suphanburi) – tajski piłkarz grający na pozycji ofensywnego pomocnika.

## Kariera klubowa
Karierę piłkarską Chaiman rozpoczął w klubie Suphanburi FC i grał tam jedynie w drużynie juniorów. W 1994 roku przeszedł do Royal Thai Navy FC i w jego barwach zadebiutował w pierwszej lidze tajskiej, a następnie grał w nowo utworzonej tajskiej Premier League. Jego barw bronił do końca 1998 roku, a na początku 1999 roku przeszedł do Osotspy Saraburi.
Jeszcze w tym samym roku Chaiman został piłkarzem klubu BEC Tero Sasana. W 2000 roku wywalczył z nim pierwsze w historii mistrzostwo kraju oraz zdobył Puchar Tajlandii. W 2001 roku obronił z Tero Sasana mistrzowski tytuł oraz sięgnął po Kor Royal Cup. W 2002 roku wystąpił w finałowych spotkaniach Ligi Mistrzów z Al-Ain FC (0:2, 1:0).
W 2002 roku Chaiman wyjechał do Singapuru i grał w tamtejszym zespole Singapore Armed Forces. Został z nim mistrzem Singapuru, a po tym sukcesie wrócił do BEC Tero Sasana i wywalczył z nim wicemistrzostwo Tajlandii. W 2004 roku grał w wietnamskim Ngân hàng Đông Á. W 2005 roku ponownie został piłkarzem Singapore Armed Forces. W latach 2006–2008 trzykrotnie z rzędu wywalczył tytuł mistrzowski, a w latach 2007 i 2008 zdobył też Puchar Singapuru. W 2010 roku Chaiman podpisał kontrakt z tajskim Chonburi FC. W 2015 zakończył w nim karierę.
| Sezon | Klub                   | Kraj      | Rozgrywki      | Mecze | Bramki |
| ----- | ---------------------- | --------- | -------------- | ----- | ------ |
| 1996  | Royal Thai Navy FC     | Tajlandia | Premier League | ?     | ?      |
| 1997  | Royal Thai Navy FC     | Tajlandia | Premier League | ?     | ?      |
| 1998  | Royal Thai Navy FC     | Tajlandia | Premier League | ?     | ?      |
| 1999  | Osotspa Saraburi       | Tajlandia | Premier League | ?     | ?      |
| 1999  | BEC Tero Sasana        | Tajlandia | Premier League | 8     | 0      |
| 2000  | BEC Tero Sasana        | Tajlandia | Premier League | 10    | 1      |
| 2001  | BEC Tero Sasana        | Tajlandia | Premier League | 13    | 4      |
| 2002  | BEC Tero Sasana        | Tajlandia | Premier League | 11    | 5      |
| 2002  | Singapore Armed Forces | Singapur  | S.League       | 35    | 27     |
| 2003  | BEC Tero Sasana        | Tajlandia | Premier League | 22    | 7      |
| 2004  | Ngân hàng Đông Á       | Wietnam   | V-League       | 28    | 8      |
| 2005  | Singapore Armed Forces | Singapur  | S.League       | 24    | 13     |
| 2006  | Singapore Armed Forces | Singapur  | S.League       | 30    | 5      |
| 2007  | Singapore Armed Forces | Singapur  | S.League       | 27    | 12     |
| 2008  | Singapore Armed Forces | Singapur  | S.League       | 31    | 10     |
| 2009  | Singapore Armed Forces | Singapur  | S.League       | 24    | 6      |
| 2010  | Chonburi FC            | Tajlandia | Premier League | 28    | 13     |
| 2011  | Chonburi FC            | Tajlandia | Premier League | ?     | ?      |
| 2012  | Chonburi FC            | Tajlandia | Premier League | ?     | ?      |
| 2013  | Chonburi FC            | Tajlandia | Premier League | 25    | 5      |
| 2014  | Chonburi FC            | Tajlandia | Premier League | 24    | 3      |
| 2015  | Chonburi FC            | Tajlandia | Premier League | 20    | 0      |

## Kariera reprezentacyjna
W reprezentacji Tajlandii Chaiman zadebiutował w 1997 roku. W 2000 roku zagrał we 2 meczach Pucharu Azji: z Irakiem (0:2) i z Iranem (1:1). Z kolei w 2004 roku był rezerwowym podczas Pucharu Azji 2004 i nie wystąpił w żadnym z meczów. W 2007 roku został powołany do kadry na Puchar Azji 2007. Tam rozegrał 2 spotkania: z Irakiem (1:1) i z Omanem (2:0).